# Phùng Công Minh
Phùng Công Minh là một cựu cầu thủ bóng đá người Việt Nam từng thi đấu cho câu lạc bộ Becamex Bình Dương và đội tuyển quốc gia Việt Nam.

## Danh hiệu

### Câu lạc bộ
Bình Dương F.C.
- V-League 1: 2007, 2008
- Siêu cúp Quốc gia Việt Nam: 2007, 2008